# 田基麻
田基麻（学名：Hydrolea zeylanica），也叫探芹草，为田基麻属下的一个种。种名zeylanica意为斯里兰卡的。